# 사랑의 꽈배기
《사랑의 꽈배기》는 2021년 12월 13일부터 2022년 5월 20일까지 방송되었던 KBS 2TV 일일 드라마였다.

## 기획 의도
거짓말 때문에 사랑과 인생이 총체적으로 꼬여버린 막장 가족들의 코믹 멜로 휴먼 가족 이야기

## 방송 시간
| 방송 채널 | 방송 기간                          | 방송 시간                               | 방송 분량 |
| --------- | ---------------------------------- | --------------------------------------- | --------- |
| KBS 2TV   | 2021년 12월 13일 ~ 2022년 5월 20일 | 매주 평일 오후 7시 50분 ~ 오후 8시 30분 | 40분      |

## 제작진

### 제작사
- 주식회사 네오엔터테인먼트

### 제작
- 이향봉
- 배익현

### 극본
- 이은주

### 연출
- 김원용

## 등장 인물
- (†) 표시는 드라마 상에서 최종적으로 사망한 인물입니다.

### 주요 인물
- 함은정: 오소리 역(아역: 김규빈) - 광남과 옥희의 딸, 화장품 CEO <꽈배기> 대표. 한별의 어머니. 경준의 전처. 동만과 미자의 전며느리. 하루의 아내. 죽은 기태와 희옥의 며느리. 윤아와 고교 동창이자 라이벌
- 김진엽: 박하루 역(아역: 김수현, 박재준) - 죽은 기태와 희옥의 친아들, 동방그룹 전 이사. 동방그룹 요양원 전 이사장. 동방그룹 회장. 샛별의 전 의붓아버지. 한별의 친아버지. 윤아의 전남편. 소리의 남편.
- 황신혜: 박희옥 역 - 하루의 친어머니. 미스코리아 출신. 연애 지상주의자. 옥희의 친구. 샛별의 전 의붓할머니. 한별의 친할머니. 광남의 전 동거인. 윤아의 전 시어머니. 소리의 시어머니. 동방그룹 요양원 전 대표.
- 윤다훈: 오광남 역 - 옥희의 전남편이자 희옥의 전 동거인. 소리의 아버지. 동방그룹 전 회장. 경준의 전 장인. 하루의 장인. 한별의 외할아버지.
- 심혜진: 맹옥희 역 - 광남의 전처, 소리의 어머니. 희옥의 친구. 경준의 전 장모. 하루의 장모. 한별의 외할머니. 찜닭 가게 사장.
- 손성윤: 강윤아 역 - 남춘의 딸, 소리의 고교 동창이자 라이벌. 샛별의 어머니. 하루의 전처. 철구의 아내. 카페 전 사장.
- 장세현: 조경준 역(아역: 김라온) - 동만과 미자의 아들, 한별의 전 의붓아버지. 원별의 친아버지. 동방그룹 전 운전기사. 동방그룹 전 이사. 동방그룹 전 대표. 소리의 전남편. 도희의 남편. 피자 가게 사장.

### 주변인물
- 박혜진: 김순분 역 - 광남의 어머니, 옥희의 전 시어머니. 소리의 친할머니.
- 유태웅: 조동만 역 - 미자의 남편, 경준의 아버지. 광남과 기태의 친구. 한별의 전 의붓할아버지. 원별의 친할아버지. 소리의 전 시아버지. 도희의 시아버지. 피자 가게 전 사장.
- 오영실: 황미자 역 - 동만의 아내, 경준의 어머니. 옥희와 희옥의 여고 동창. 한별의 전 의붓할머니이자 원별의 친할머니. 소리의 전 시어머니. 도희의 시어머니. 피자 가게 전 사장.
- 김주리: 신도희 역 - 간호조무사, 경준의 아내. 원별의 어머니.(13회~103회)
- 이수용: 김철구 역 - 경준과 하루의 학교 선배, 화장품 CEO <꽈배기> 전 본부장. 카페 사장. 샛별의 친아버지. 윤아의 남편.(3회~103회)
- 이달형: 강남춘 역 - 윤아의 아버지, 농부. 샛별의 외할아버지. 하루의 전 장인. 철구의 장인.(12회~103회)
- 박철호: 박기태 역(†) - 광남, 동만의 친구. 하루의 친부. 한별의 친할아버지. 윤아의 전 시아버지. 소리의 시아버지. 계단에 떨어져 사망.(16회~20회, 23회, 25회, 31회~32회, 38회, 76회~102회)

### 그 외 인물
- 정희민: 심사위원 역 - 넥스트 회사 투자 심사위원.(1회, 8회, 10회, 15회)
- 현철호: 광남의 비서 역
- 성현미: 양양댁 역 - 광남네 집 도우미 아주머니
- 황우연: 윤 대표 역 - 넥스트 대표
- 박재준: 조한별 / 박한별 역 - 경준의 전 의붓아들이자 소리와 하루의 친아들.(31회~103회)
- 윤채나: 박샛별 / 김샛별 역 - 하루의 전 의붓딸이자 윤아와 철구의 친딸.(32회~103회)
- 김라온: 신원별 / 조원별 역 - 도희와 경준의 아들.(31회~103회)
- 차재호: 하루의 비서 역

### 특별출연
- 황범식: 오태봉 역(†) - 광남의 아버지, 옥희의 전 시아버지. 소리의 친할아버지. 순분의 남편.(1회~29회, 50회, 77회, 102회)

## 수상
- 2022년 KBS 연기대상 여자 청소년연기상 윤채나.

## 시청률
최저 시청률과 최고 시청률은 시청률 조사회사와 지역별로 시청률에 차이가 있을 수 있습니다.
| 2021년  | 2021년    | 2021년         | 2021년         | 2021년       |
| 회차    | 방송일    | TNmS 시청률    | AGB 시청률     | AGB 시청률   |
| 회차    | 방송일    | 대한민국(전국) | 대한민국(전국) | 서울(수도권) |
| ------- | --------- | -------------- | -------------- | ------------ |
| 제1회   | 12월 13일 | 12.1%          | 13.9%          | 11.9%        |
| 제2회   | 12월 14일 | 13.6%          | 12.2%          | 10.7%        |
| 제3회   | 12월 15일 | 12.4%          | 11.2%          | 9.3%         |
| 제4회   | 12월 16일 | 12.7%          | 12.1%          | 10.9%        |
| 제5회   | 12월 17일 | 13.8%          | 11.6%          | 9.8%         |
| 제6회   | 12월 20일 | 12.9%          | 13.0%          | 11.4%        |
| 제7회   | 12월 21일 | 13.9%          | 13.1%          | 11.4%        |
| 제8회   | 12월 22일 | 12.8%          | 12.4%          | 10.8%        |
| 제9회   | 12월 23일 | 13.3%          | 12.5%          | 10.6%        |
| 제10회  | 12월 24일 | 13.5%          | 11.0%          | 10.0%        |
| 제11회  | 12월 27일 | 13.1%          | 12.8%          | 11.8%        |
| 제12회  | 12월 28일 | 14.3%          | 14.3%          | 12.5%        |
| 제13회  | 12월 29일 | 13.6%          | 12.9%          | 10.8%        |
| 제14회  | 12월 30일 | 14.5%          | 13.7%          | 11.8%        |
| 제15회  | 12월 31일 | 13.3%          | 12.5%          | 10.8%        |
| 2022년  |           |                |                |              |
| 제16회  | 1월 3일   | 12.5%          | 12.8%          | 11.0%        |
| 제17회  | 1월 4일   | 12.6%          | 13.9%          | 12.1%        |
| 제18회  | 1월 5일   | 11.7%          | 12.9%          | 10.6%        |
| 제19회  | 1월 6일   | 12.1%          | 14.1%          | 12.8%        |
| 제20회  | 1월 7일   | 11.0%          | 14.0%          | 12.0%        |
| 제21회  | 1월 10일  | 12.5%          | 14.2%          | 12.4%        |
| 제22회  | 1월 11일  | 12.8%          | 13.7%          | 11.4%        |
| 제23회  | 1월 12일  | 13.6%          | 13.0%          | 11.2%        |
| 제24회  | 1월 13일  | 12.2%          | 13.3%          | 11.9%        |
| 제25회  | 1월 14일  | 12.3%          | 13.3%          | -            |
| 제26회  | 1월 17일  | 12.3%          | 13.9%          | 12.1%        |
| 제27회  | 1월 18일  | 12.6%          | 14.4%          | 12.7%        |
| 제28회  | 1월 19일  | 13.0%          | 12.7%          | 11.1%        |
| 제29회  | 1월 20일  | 14.1%          | 14.0%          | 12.2%        |
| 제30회  | 1월 21일  | 13.1%          | 13.2%          | 11.2%        |
| 제31회  | 1월 24일  | 13.4%          | 14.3%          | 12.8%        |
| 제32회  | 1월 25일  | 15.2%          | 13.8%          | 12.0%        |
| 제33회  | 1월 26일  | 13.9%          | 14.5%          | 12.6%        |
| 제34회  | 1월 27일  | 12.7%          | 14.4%          | 13.2%        |
| 제35회  | 1월 28일  | 13.3%          | 14.2%          | 12.7%        |
| 제36회  | 2월 2일   | 12.1%          | 13.3%          | 11.6%        |
| 제37회  | 2월 3일   | 12.8%          | 12.4%          | 10.3%        |
| 제38회  | 2월 4일   | 13.7%          | 14.8%          | 12.4%        |
| 제39회  | 2월 21일  | 14.4%          | 13.5%          | 12.0%        |
| 제40회  | 2월 22일  | 14.4%          | 14.8           | 13.1%        |
| 제41회  | 2월 23일  | 15.3%          | 14.6%          | 12.9%        |
| 제42회  | 2월 24일  | 14.3%          | 14.3%          | 12.0%        |
| 제43회  | 2월 25일  | 13.6%          | 13.5%          | 11.9%        |
| 제44회  | 2월 28일  | 14.5%          | 14.6%          | 13.3%        |
| 제45회  | 3월 1일   | 15.7%          | 14.1%          | 13.0%        |
| 제46회  | 3월 2일   | 13.4%          | 13.2%          | 12.0%        |
| 제47회  | 3월 3일   | 13.4%          | 14.8%          | 13.4%        |
| 제48회  | 3월 4일   | 13.8%          | 14.6%          | 13.0%        |
| 제49회  | 3월 7일   | 14.2%          | 14.6%          | 12.7%        |
| 제50회  | 3월 8일   | 16.2%          | 14.5%          | 12.6%        |
| 제51회  | 3월 9일   | -              | 10.6%          | 9.5%         |
| 제52회  | 3월 10일  | 14.8%          | 14.5%          | 12.5%        |
| 제53회  | 3월 11일  | 15.8%          | 14.7%          | 12.2%        |
| 제54회  | 3월 14일  | 15.6%          | 14.9%          | 12.5%        |
| 제55회  | 3월 15일  | 14.8%          | 15.5%          | 13.5%        |
| 제56회  | 3월 16일  | 15.4%          | 14.7%          | 12.5%        |
| 제57회  | 3월 17일  | 15.2%          | 15.6%          | 14.1%        |
| 제58회  | 3월 18일  | 14.7%          | 15.4%          | 13.9%        |
| 제59회  | 3월 21일  | 15.0%          | 15.5%          | 13.5%        |
| 제60회  | 3월 22일  | 15.7%          | 15.2%          | 12.9%        |
| 제61회  | 3월 23일  | 15.0%          | 15.1%          | 13.0%        |
| 제62회  | 3월 24일  | 15.8%          | 15.6%          | 14.1%        |
| 제63회  | 3월 25일  | 13.2%          | 14.7%          | 12.6%        |
| 제64회  | 3월 28일  | 15.0%          | 16.0%          | 14.2%        |
| 제65회  | 3월 29일  | 15.3%          | 16.0%          | 13.7%        |
| 제66회  | 3월 30일  | 17.0%          | 16.0%          | 14.6%        |
| 제67회  | 3월 31일  | 16.3%          | 16.2%          | 14.2%        |
| 제68회  | 4월 1일   | 14.9%          | 15.3%          | 13.1%        |
| 제69회  | 4월 4일   | 15.1%          | 15.5%          | 14.0%        |
| 제70회  | 4월 5일   | 15.0%          | 15.4%          | 13.5%        |
| 제71회  | 4월 6일   | 15.0%          | 14.8%          | 12.8%        |
| 제72회  | 4월 7일   | -              | 15.4%          | 13.6%        |
| 제73회  | 4월 8일   | -              | 14.8%          | 12.6%        |
| 제74회  | 4월 11일  | -              | 15.5%          | 13.2%        |
| 제75회  | 4월 12일  | 15.0%          | 15.7%          | 14.0%        |
| 제76회  | 4월 13일  | 15.2%          | 15.3%          | 13.3%        |
| 제77회  | 4월 14일  | 16.0%          | 15.0%          | 12.6%        |
| 제78회  | 4월 15일  | 13.8%          | 14.4%          | 12.6%        |
| 제79회  | 4월 18일  | 16.4%          | 16.0%          | 14.4%        |
| 제80회  | 4월 19일  | 15.2%          | 15.8%          | 14.0%        |
| 제81회  | 4월 20일  | 15.7%          | 15.3%          | 13.2%        |
| 제82회  | 4월 21일  | 16.6%          | 15.3%          | 13.7%        |
| 제83회  | 4월 22일  | 13.7%          | 15.6%          | 14.2%        |
| 제84회  | 4월 25일  | 15.3%          | 16.2%          | 13.5%        |
| 제85회  | 4월 26일  | 15.5%          | 16.0%          | 13.9%        |
| 제86회  | 4월 27일  | 14.6%          | 14.0%          | 12.4%        |
| 제87회  | 4월 28일  | 14.9%          | 15.7%          | 13.8%        |
| 제88회  | 4월 29일  | 14.6%          | 15.1%          | 12.9%        |
| 제89회  | 5월 2일   | 15.2%          | 15.3%          | 13.3%        |
| 제90회  | 5월 3일   | 14.8%          | 16.3%          | 14.3%        |
| 제91회  | 5월 4일   | 15.3%          | 14.1%          | 12.6%        |
| 제92회  | 5월 5일   | 14.6%          | 14.2%          | 12.6%        |
| 제93회  | 5월 6일   | 13.2%          | 13.3%          | 11.9%        |
| 제94회  | 5월 9일   | 15.1%          | 15.7%          | 14.0%        |
| 제95회  | 5월 10일  | 14.8%          | 15.4%          | 13.2%        |
| 제96회  | 5월 11일  | 14.5%          | 15.7%          | 14.1%        |
| 제97회  | 5월 12일  | 15.2%          | 16.0%          | 13.7%        |
| 제98회  | 5월 13일  | 15.3%          | 14.6%          | 12.5%        |
| 제99회  | 5월 16일  | 14.7%          | 14.8%          | 12.7%        |
| 제100회 | 5월 17일  | 14.5%          | 15.2%          | 12.9%        |
| 제101회 | 5월 18일  | 15.2%          | 13.8%          | 11.7%        |
| 제102회 | 5월 19일  | 14.5%          | 14.9%          | 12.7%        |
| 제103회 | 5월 20일  | 12.8%          | 13.7%          | 12.1%        |

## 편성 변경
- 《사랑의 꽈배기》 방송 분량이 103부작으로 변경되었다.

## OST
- Part.1: 홍주현 - 사랑했던 너를 떠나고(2021. 12. 13. 발매)
- Part.2: 조승구 - 사랑의 꽈배기(2021. 12. 21. 발매)
- Part.3: seeso (시소) - Have U ever been in Love(2021. 12. 30. 발매)
- Part.4: 상현 (미스터미스터) - 내 마음과 같을까(2022. 1. 4. 발매)
- Part.5: seeso (시소) - '라벤더(대답해 주세요)'(2022. 1. 10. 발매)
- Part.6: 서제이 - 사랑이 참 어려워서(2022. 1. 17. 발매)
- Part.7: 윤태화 - 빛나요(2022. 1. 31. 발매)

## 같이 보기
- 대한민국의 텔레비전 드라마 목록 (ㅅ)
- 2021년 대한민국의 텔레비전 드라마 목록